# Leucanitis kabylaria
Leucanitis kabylaria är en fjärilsart som beskrevs av Bang-haas 1906. Leucanitis kabylaria ingår i släktet Leucanitis och familjen nattflyn. Inga underarter finns listade i Catalogue of Life.